# Аллен, Рэй
Уо́лтер Рэй А́ллен (англ. Walter Ray Allen; род. 20 июля 1975 года в Мерседе, штат Калифорния, США) — американский баскетболист. Выступал за клубы НБА «Милуоки Бакс», «Сиэтл Суперсоникс», «Бостон Селтикс» и «Майами Хит». Играл на позиции атакующего защитника. Один из лучших игроков ассоциации по броскам в прыжке, признанный специалист по трёхочковым броскам (в 2001 году выиграл конкурс трёхочковых бросков перед Матчем всех звёзд НБА). В сезоне 2002/03 получил приз за спортивное поведение НБА. В 2008 году стал чемпионом НБА в составе «Бостон Селтикс», а в сезоне 2012/13 взял свой второй чемпионский перстень в составе «Майами Хит». 10 февраля 2011 года обошёл Реджи Миллера по количеству точных трёхочковых бросков. Всего за карьеру Аллен реализовал 2973 трёхочковых, что было абсолютным рекордом в истории НБА до декабря 2021 года, когда достижение Аллена превысил Стефен Карри. Член Зала славы баскетбола с 2018 года.

## Биография

### Ранние годы
Аллен родился на базе ВВС Касл недалеко от города Мерсед, штат Калифорния, в семье Уолтера-старшего и Флоры Аллен. Он играл за команду школы Хиллкрест из Дэлзелла (штат Южная Каролина) и приводил её к победе в чемпионате штата. Хотя Аллен никогда полностью не сходился с другими детьми, его природные спортивные способности и одержимость упорным трудом позволили ему преуспеть во всех видах спорта, которыми он занимался. Когда в результате скачка роста у него появилось преимущество в баскетболе, он решил посвятить свое свободное время тому, чтобы стать лучшим баскетболистом, на которого только был способен.
Аллен успешно выступал в команде Университета Коннектикута с 1993 по 1996 годы. В 1995 году Аллен после назван лучшим американским баскетболистом-любителем и вошёл в символическую сборную США среди любителей, в составе студенческой сборной США первенствовал на всемирной Универсиаде в Фукуоке. В своём последнем сезоне в колледже попал в первую пятёрку символической сборной США среди любителей и получил звание лучшего игрока конференции Биг-Ист Национальной ассоциации студенческого спорта.

## Карьера в НБА

### «Милуоки Бакс» (1996—2003)
26 июня 1996 года Аллен был выбран под пятым номером на драфте НБА командой Миннесота Тимбервулвз и был сразу же обменян в Милуоки Бакс. Дебютировал в НБА 1 ноября 1996 года в матче против Филадельфии, в котором набрал 13 очков за 26 минут игры. 12 января 1997 года в матче против Голден Стэйт Уорриорз продемонстрировал один из лучших результатов в сезоне, набрав 22 очка, 6 результативных передач, 3 перехвата и 9 подборов. В продолжение своего успешного дебюта в лиге, 25 марта Аллен в матче против Финикс Санз набрал 32 очка, тем самым обновив свой личный рекорд. Благодаря своим выдающимся результатам Аллен попал в Сборную новичков НБА 1996 года по итогам сезона. Однако самым успешным сезоном Аллена за Милуоки считается сезон 2000-01, в течение которого он выиграл Конкурс трёхочковых бросков в ходе Звёздного уикенда и был выбран в третью Сборную всех звезд НБА. В этом сезоне он являлся лидером команды, которая дошла до финала Восточной конференции, где уступила в семи матчах Филадельфии Севенти Сиксерс во главе с Алленом Айверсоном.

### «Сиэтл Суперсоникс» (2003—2007)

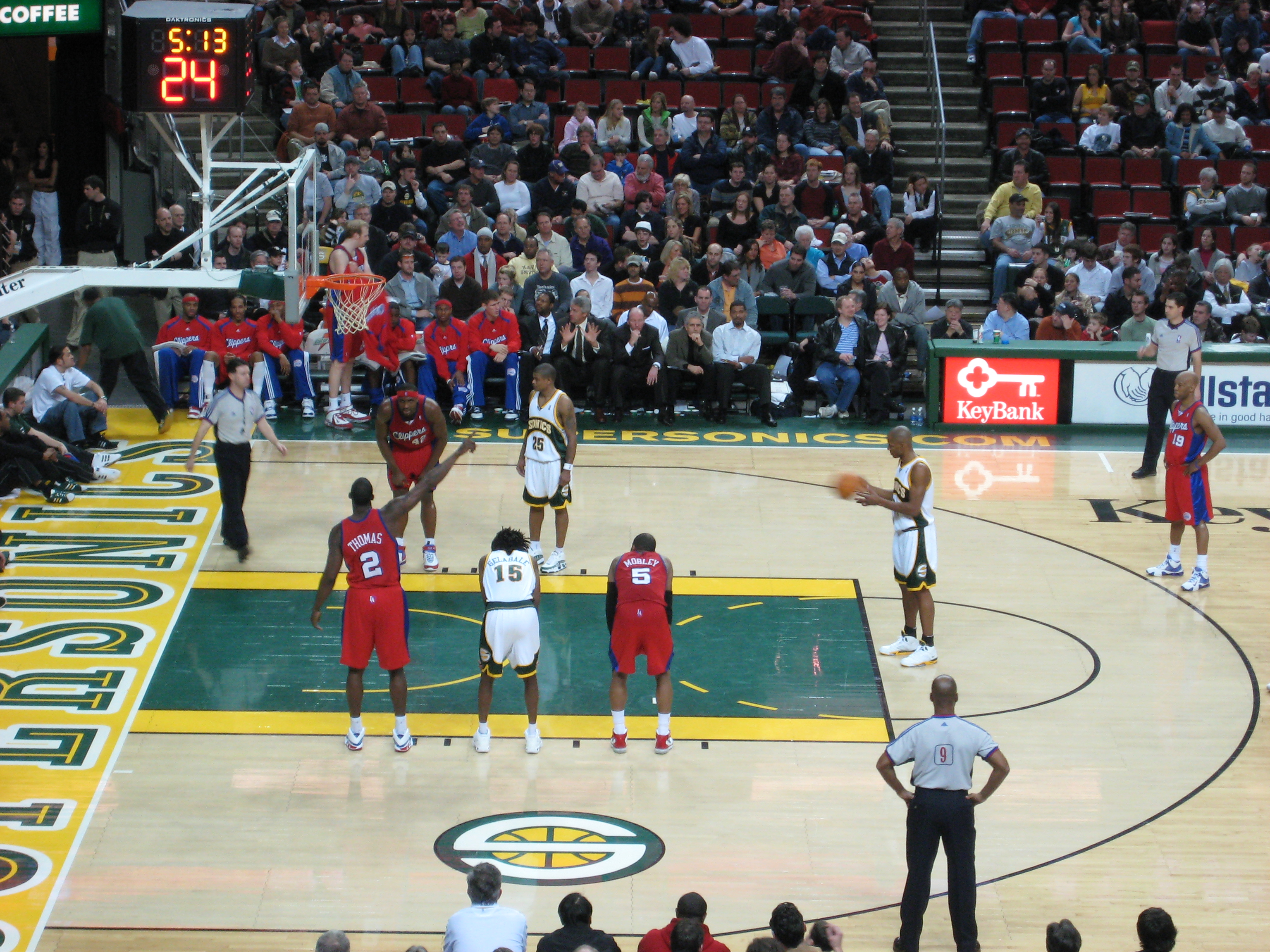
Рэй Аллен выполняет штрафной бросок в игре против «Клипперс», 2007 год

Рэй Аллен покинул «Бакс» в середине сезона 2002-03, когда он вместе с Рональдом Мюрреем и Кевином Олли был обменян в Сиэтл Суперсоникс на Гэри Пэйтона, Десмонда Мэйсона и пик первого раунда драфта.
Несмотря на травмы в сезоне 2003/2004, Аллен вместе с партнёром по команде Рашардом Льюисом был выбран во вторую сборную всех звёзд НБА. В плей-офф «Сиэтл» выйти не смог, однако в сезоне 2004/2005 «Суперсоникс» смогли выйти в плей-офф, и даже прошли во второй круг, где уступили будущим чемпионам, Сан-Антонио Спёрс.
Во время предсезонья 2004 года Аллен провёл краткую словесную войну против Коби Брайанта, которого Аллен обвинял в отчуждении товарищей по команде. Аллен заявил прессе, что если Лейкерс станет слабой командой, то через год-два он будет кричать, чтобы ему помогли или обменяли его. Когда Коби попросили прокомментировать это, он ответил: «Это даже не оскорбление».
По завершении сезона 2004/2005 Рэй Аллен продлил контракт с «Соникс» на 5 лет на сумму 80 млн долл. В сезоне 2006/2007 Аллен набирал в среднем 26,4 очков, совершал по 4,5 подбора и отдавал по 4,1 результативных передачи за игру, обновив личный рекорд. Во время игры за «Сиэтл» Рэй также достиг многих других личных достижений. Так, 12 марта 2006 года Аллен стал 97-м игроком в истории НБА, который смог набрать 15 000 очков за карьеру в НБА. 7 апреля 2006 года Рэй вышел на второе место по числу точных трёхочковых бросков, уступая лишь Реджи Миллеру. 12 января 2007 года, в игре против «Юты», Рэй набрал рекордные 54 очка, став вторым игроком по числу очков за матч в истории «Сиэтла». Вскоре он получил травму лодыжки и был вынужден пропустить остаток сезона.

### «Бостон Селтикс» (2007—2012)

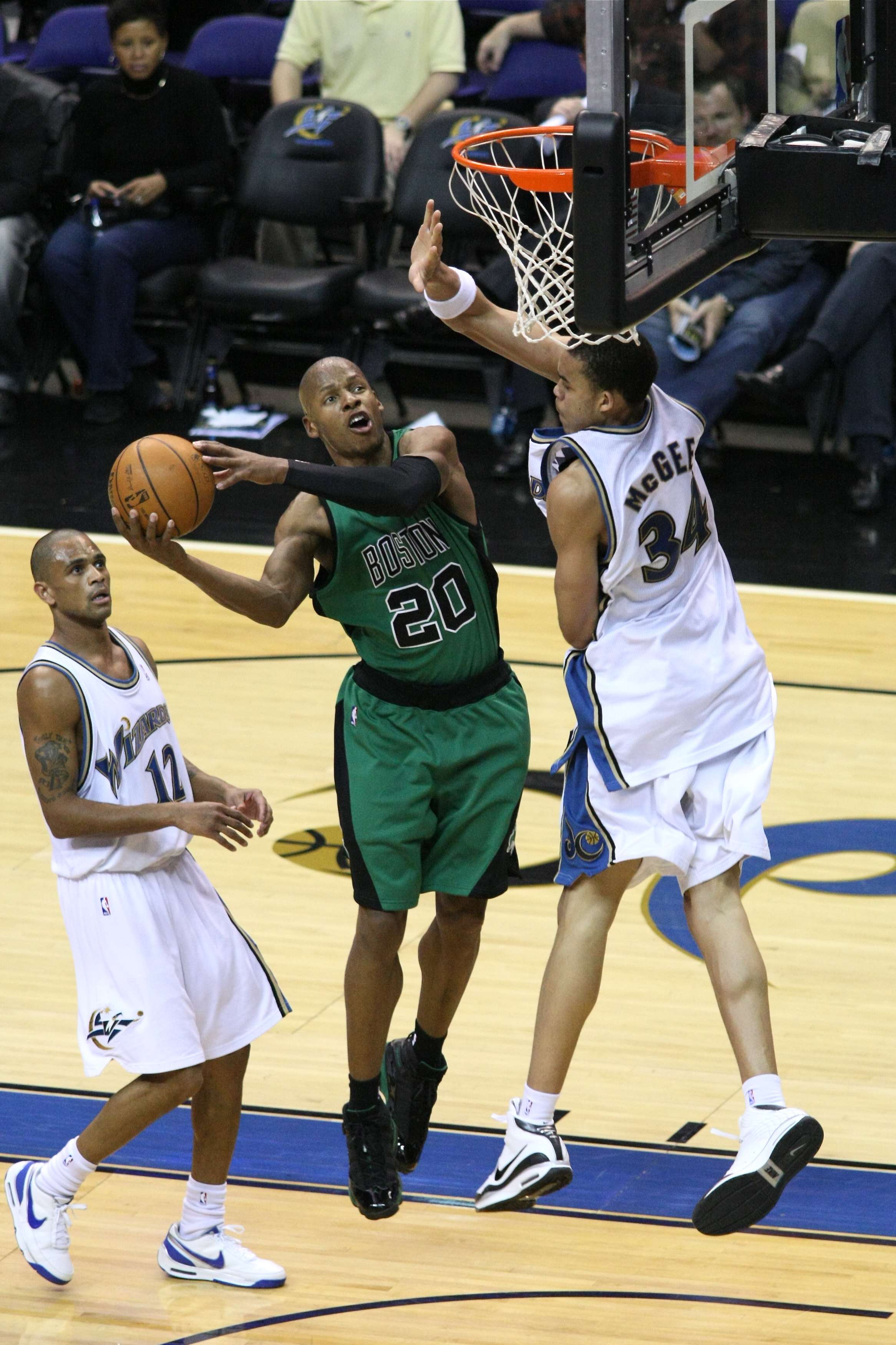
Рэй Аллен в игре против «Уизардз», 2008 год

28 июня 2007 года «Бостон» и «Сиэтл» совершили обмен, в результате которого «Кельты» получили Аллена, Глена Дэвиса, а также 35 номер драфта 2007 года. «Суперсоникс» приобрели Делонте Уэста, Уолли Щербяка и Джеффа Грина. Вскоре «Кельты» приобрели и Кевина Гарнетта, в результате чего образовалось знаменитое «Большое Трио»: Кевин Гарнетт, Пол Пирс и Рэй Аллен.
4 ноября 2007 года Рэй набрал своё 17000 очко в карьере, забив решающий бросок в матче против «Рэпторс». 13 февраля 2008 года, комиссар НБА Дэвид Стерн, выбрал Аллена, на замену Кэрону Батлеру, для участия в «Матче всёх звёзд». У Батлера была травма бедра. Несмотря на то, что MVP матча стал Леброн Джеймс, многие сходились во мнении, что этого звания больше заслужил Рэй Аллен, так как он внёс большой вклад в победу Востока, набрав в заключительной четверти 14 очков за 2 минуты 30 секунд. 28 марта 2008 года Аллен вошёл в двадцатку лучших игроков «Бакс» в честь сорокалетия клуба, но Рэй не смог присутствовать на церемонии из-за игры «Кельтов» против «Хорнетс».
«Селтикс» закончили сезон с показателями 66-16, и заняли первое место в Восточной конференции. В первом раунде плей-офф «Кельты» одолели «Атланту» в семи матчах. Во втором, одолели «Кливленд», также в семи матчах. В финале Восточной конференции сошлись с «Детройтом» и переиграли «Поршней» в шести матчах. 12 июня 2008 года, в первом матче финальной серии против «Лейкерс» Аллен провёл на площадке все 48 минут, за которые он набрал 19 очков и 9 подборов. «Бостон» совершили самый значительный камбэк, победив в матче, проигрывая по ходу встречи 24 очка. За 16,4 секунд до конца Рэй забил трёхочковый бросок, тем самым решив исход матча. В шестом матче Аллен набрал 26 очков, став одним из главных творцов победы в финале.

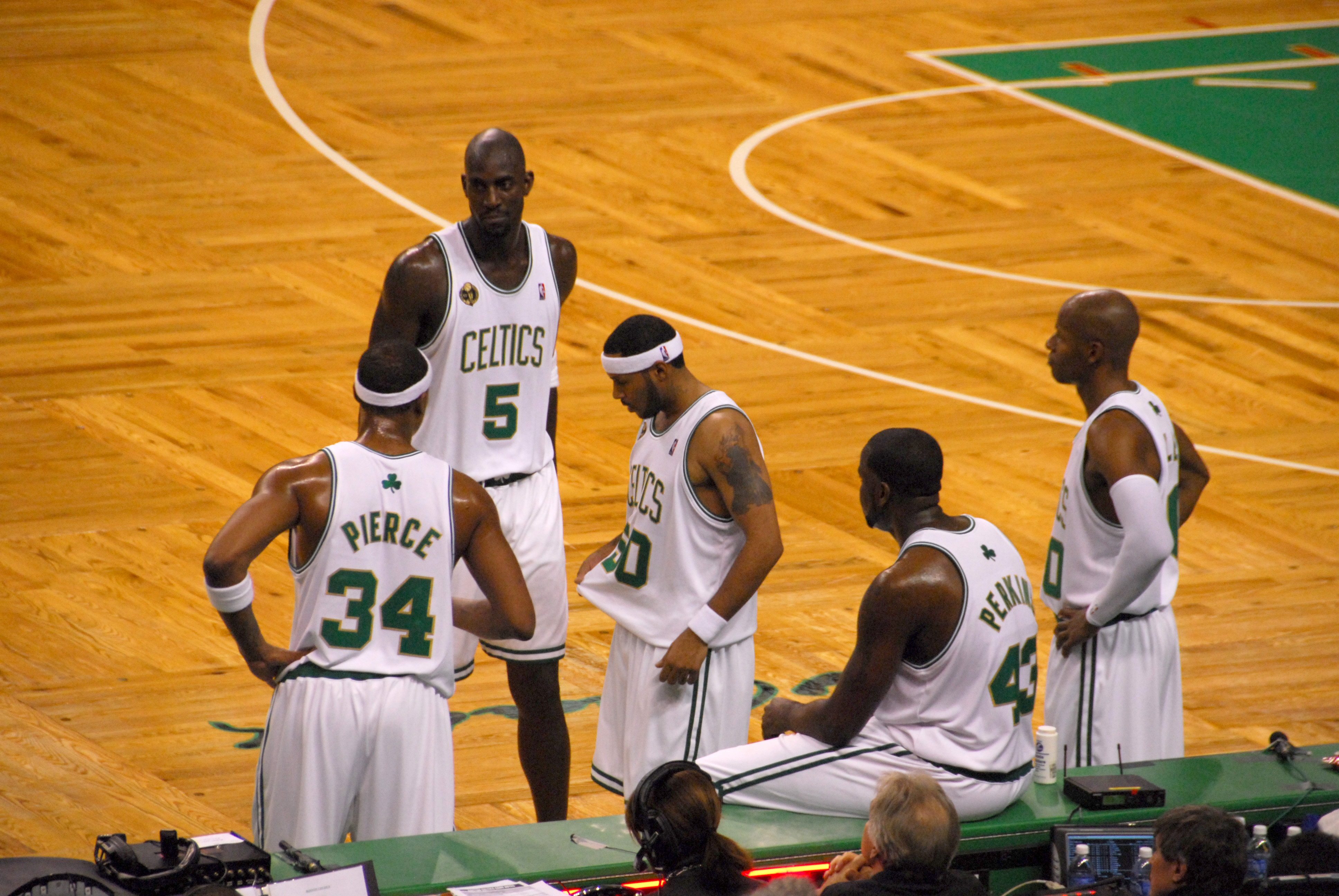
«Селтикс» в 2008 году. Рэй Аллен крайний справа

5 февраля 2009 года Аллен стал участником Матча всех звёзд, тем самым заменив разыгрывающего Джамира Нельсона. Это был девятый вызов Аллена на Матч всех звёзд НБА. Также в матче приняли участие одноклубники Аллена, Пол Пирс и Кевин Гарнетт.
22 февраля 2009 года Аллен побил рекорд Ларри Бёрда по числу точных штрафных попаданий подряд, Аллен забил подряд 72 штрафных.
В первом раунде плей-офф 2009 года, против «Чикаго Буллс», первая игра оказалась тяжелой для Аллена и «Селтикс» проиграли 2 очка, однако во второй игре Рэй забил решающий трёхочковый бросок в конце основного времени и закончил игру с впечатляющими 30 очками. В 6 игре Аллен забил 51 очко, в итоге «Селтикс» одержали победу в серии в 7 играх. В полуфинале конференции Рэй встретился с бывшим товарищем по команде и сокапитаном «Сиэтл Суперсоникс» Рашардом Льюисом, но уже в качестве соперников. После четырёх игр, при счете 2-2 в серии его самой результативной игрой были 22 очка во втором победном матче. В итоге «Бостон Селтикс» уступили в серии из семи матчей и не смогли защитить чемпионский титул.
10 декабря 2009 года, в матче против «Уизардс», Рэй набрал 20000 очко за карьеру.
6 июня 2010 года во втором матче финальной серии НБА против «Лос-Анджелес Лейкерс» Рэй Аллен установил рекорд по количеству забитых трёхочковых бросков в игре Финала НБА, сделав 8 точных попаданий из-за дуги. В том же матче он побил рекорд Майкла Джордана и повторил рекорд Скотти Пиппена и Кенни Смита по количеству реализованных трёхочковых бросков за половину игры в финальной серии НБА, 7 раз поразив кольцо с дальней дистанции в первой половине игры. Однако, несмотря на в целом удачное выступление «Селтикс», в финале они все же уступили «Лейкерс» в семи встречах.
1 июля 2010 года Аллен становится свободным агентом, однако уже через неделю, 7 июля, он подписал новое двухлетнее соглашение с «Бостон Селтикс» на сумму $20 млн.
11 февраля 2011 года в матче против «Лос-Анджелес Лейкерс» Аллен побил рекорд по количеству забитых трёхочковых бросков за карьеру. Предыдущий рекорд (2560 результативных бросков) принадлежал Реджи Миллеру. Также в сезоне 2010-11 Аллен в десятый раз в своей карьере был приглашен на Матч всех звёзд НБА, где принял участие в конкурсе трёхочковых бросков, но уступил в финале Джеймсу Джонсу из «Майами Хит».

### «Майами Хит» (2012—2014)
11 июля 2012 года Рей Аллен официально подписал контракт с «Майами Хит» на сумму $3 млн за сезон, отклонив предложение «Селтикс» на сумму в $12 млн. Во время своего первого сезона за «Хит» он проводил на площадке в среднем 25,8 минут за игру, набирая 10,9 очков. 25 апреля 2013 года в третьей игре первого раунда плей-офф против «Милуоки» Аллен забил свой 322 трёхочковый бросок в плей-офф за карьеру, тем самым побив рекорд Реджи Миллера по количеству реализованных трёхочковых бросков в играх плей-офф за карьеру.

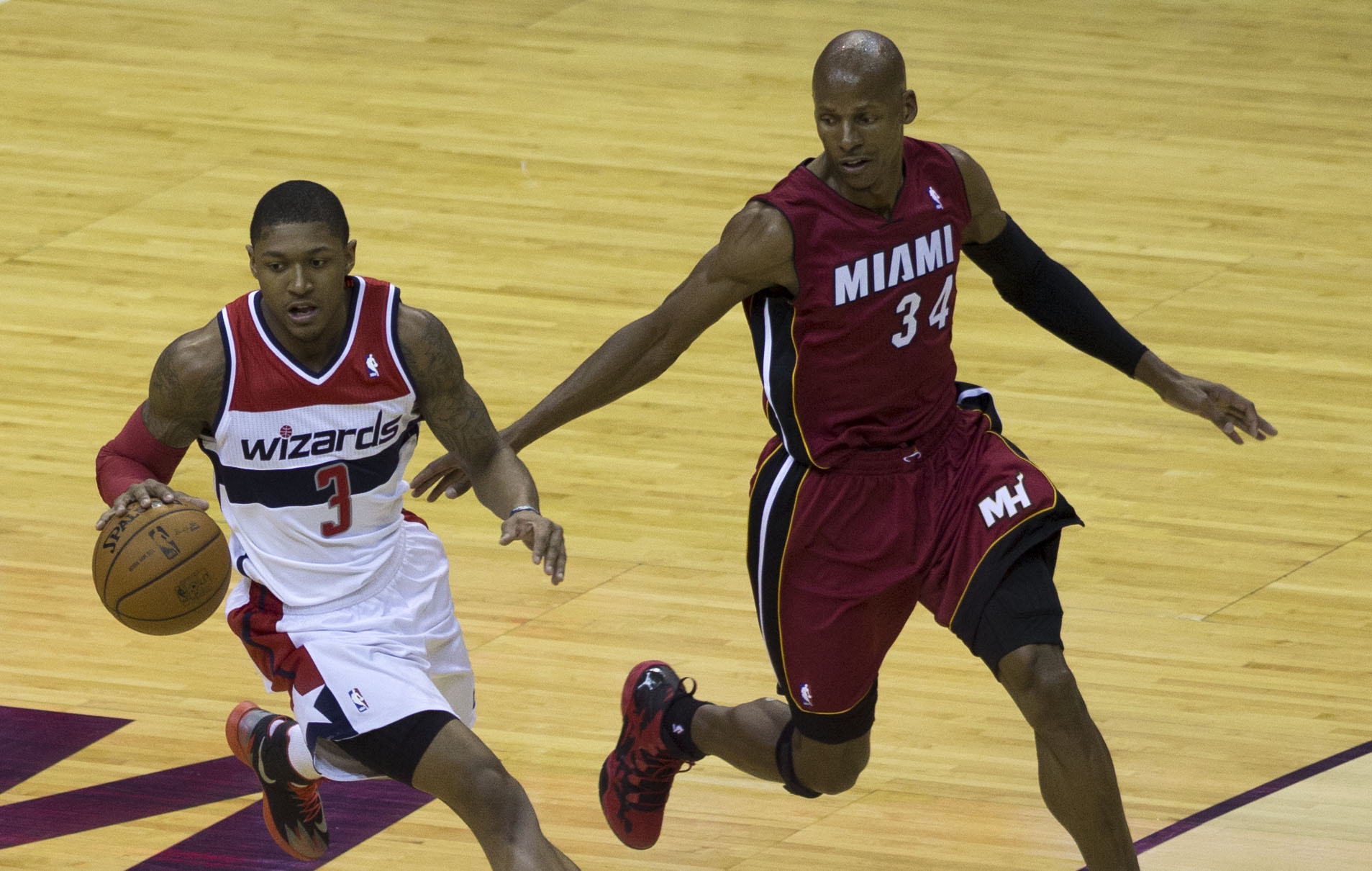
Рэй Аллен (справа) в 2014 году

В шестой игре финальной серии НБА 2013 года против «Сан-Антонио Спёрс», при счете в серии 3-2 и 95-92 в игре в пользу «Спёрс», Рэй Аллен реализовал свой самый знаменитый трёхочковый бросок в карьере за 5,2 секунды до конца встречи. Аллен сделал счет в игре равным и спас «Майами» от поражения в игре и в серии. В итоге «Майами Хит» одержали победу в матче, в котором при счете 101—100 в пользу «Хит» Аллен за 1,9 секунды до конца овертайма отобрал мяч у Ману Джинобили и заработал фол. В седьмом матче серии «Хит» одержали победу со счетом 95-88, и Рэй Аллен стал двукратным чемпионом НБА.
В сезоне 2013-14 Рэй Аллен принял участие в 73 играх регулярного сезона, в 9 из которых выходил в стартовом составе, набирая в среднем 9,6 очков за игру. В играх плей-офф Аллен заработал 19 очков в четвёртой игре полуфинала конференции против «Бруклин Нетс», а в третьей игре финала конференции против «Индианы» сделал 4 трёхочковых попадания в четвёртой четверти, сделав счет в серии 2-1. «Хит» обыграли «Пэйсерс» в серии из шести игр и вышли в финал лиги, где уступили «Сан-Антонио» в пяти играх.

### Завершение карьеры
По окончании сезона 2013-14 Рэй Аллен стал свободным агентом. Он отказался от участия в сезоне 2014/15 и заявил о том, что будет готовиться к следующему сезону. Однако возвращение Аллена в лигу не последовало, несмотря на то что он сам неоднократно заявлял о своем желании вернуться в баскетбол. В июле 2016 года Аллен вел переговоры с «Бостон Селтикс» и «Милуоки Бакс» по поводу возможного возвращения, однако они закончились безрезультатно. 1 ноября того же года Рэй Аллен официально объявил о завершении спортивной карьеры.

#### Кинематограф
За свою карьеру в НБА Аллен снялся в нескольких фильмах, например, в роли баскетбольного вундеркинда Иисуса Шаттлсворта в фильме «Его игра» (1998). Критики высоко оценили игру Аллена в роли  Шаттлсуорта, и это имя стало баскетбольным прозвищем Аллена. Роджер Эберт похвалил его актёрскую игру и сказал, что Аллен «такая редкость: спортсмен, который может играть», в то время как журнал New York описал его как «грациозного и быстрого в баскетбольных сценах», демонстрируя при этом «мрачно эффективное минималистское исполнение». 

## Статистика

### Статистика в НБА
| Сезон                                                                                    | Команда | Регулярный сезон | Регулярный сезон | Регулярный сезон | Регулярный сезон | Регулярный сезон | Регулярный сезон | Регулярный сезон | Регулярный сезон | Регулярный сезон | Регулярный сезон | Регулярный сезон | Серия плей-офф | Серия плей-офф | Серия плей-офф | Серия плей-офф | Серия плей-офф | Серия плей-офф | Серия плей-офф | Серия плей-офф | Серия плей-офф | Серия плей-офф | Серия плей-офф |
| Сезон                                                                                    | Команда | GP               | GS               | MPG              | FG%              | 3P%              | FT%              | RPG              | APG              | SPG              | BPG              | PPG              | GP             | GS             | MPG            | FG%            | 3P%            | FT%            | RPG            | APG            | SPG            | BPG            | PPG            |
| ---------------------------------------------------------------------------------------- | ------- | ---------------- | ---------------- | ---------------- | ---------------- | ---------------- | ---------------- | ---------------- | ---------------- | ---------------- | ---------------- | ---------------- | -------------- | -------------- | -------------- | -------------- | -------------- | -------------- | -------------- | -------------- | -------------- | -------------- | -------------- |
| 1996/97                                                                                  | Милуоки | 82               | 81               | 30,9             | 43,0             | 39,3             | 82,3             | 4,0              | 2,6              | 0,9              | 0,1              | 13,4             | Не участвовал  | Не участвовал  | Не участвовал  | Не участвовал  | Не участвовал  | Не участвовал  | Не участвовал  | Не участвовал  | Не участвовал  | Не участвовал  | Не участвовал  |
| 1997/98                                                                                  | Милуоки | 82               | 82               | 40,1             | 42,8             | 36,4             | 87,5             | 4,9              | 4,3              | 1,4              | 0,1              | 19,5             | Не участвовал  | Не участвовал  | Не участвовал  | Не участвовал  | Не участвовал  | Не участвовал  | Не участвовал  | Не участвовал  | Не участвовал  | Не участвовал  | Не участвовал  |
| 1998/99                                                                                  | Милуоки | 50               | 50               | 34,4             | 45,0             | 35,6             | 90,3             | 4,2              | 3,6              | 1,1              | 0,1              | 17,1             | 3              | 3              | 40,0           | 53,2           | 47,4           | 61,5           | 7,3            | 4,3            | 1,0            | 0,3            | 22,3           |
| 1999/00                                                                                  | Милуоки | 82               | 82               | 37,4             | 45,5             | 42,3             | 88,7             | 4,4              | 3,8              | 1,3              | 0,2              | 22,1             | 5              | 5              | 37,2           | 44,4           | 38,5           | 90,9           | 6,6            | 2,6            | 1,6            | 0,0            | 22,0           |
| 2000/01                                                                                  | Милуоки | 82               | 82               | 38,2             | 48,0             | 43,3             | 88,8             | 5,2              | 4,6              | 1,5              | 0,2              | 22,0             | 18             | 18             | 42,7           | 47,7           | 47,9           | 91,9           | 4,1            | 6,0            | 1,3            | 0,6            | 25,1           |
| 2001/02                                                                                  | Милуоки | 69               | 68               | 36,6             | 46,2             | 43,4             | 87,3             | 4,5              | 3,9              | 1,3              | 0,3              | 21,8             | Не участвовал  | Не участвовал  | Не участвовал  | Не участвовал  | Не участвовал  | Не участвовал  | Не участвовал  | Не участвовал  | Не участвовал  | Не участвовал  | Не участвовал  |
| 2002/03                                                                                  | Милуоки | 47               | 46               | 35,8             | 43,7             | 39,5             | 91,3             | 4,6              | 3,5              | 1,2              | 0,2              | 21,3             | Не участвовал  | Не участвовал  | Не участвовал  | Не участвовал  | Не участвовал  | Не участвовал  | Не участвовал  | Не участвовал  | Не участвовал  | Не участвовал  | Не участвовал  |
| 2002/03                                                                                  | Сиэтл   | 29               | 29               | 41,3             | 44,1             | 35,1             | 92,0             | 5,6              | 5,9              | 1,6              | 0,1              | 24,5             | Не участвовал  | Не участвовал  | Не участвовал  | Не участвовал  | Не участвовал  | Не участвовал  | Не участвовал  | Не участвовал  | Не участвовал  | Не участвовал  | Не участвовал  |
| 2003/04                                                                                  | Сиэтл   | 56               | 56               | 38,4             | 44,0             | 39,2             | 90,4             | 5,1              | 4,8              | 1,3              | 0,2              | 23,0             | Не участвовал  | Не участвовал  | Не участвовал  | Не участвовал  | Не участвовал  | Не участвовал  | Не участвовал  | Не участвовал  | Не участвовал  | Не участвовал  | Не участвовал  |
| 2004/05                                                                                  | Сиэтл   | 78               | 78               | 39,3             | 42,8             | 37,6             | 88,3             | 4,4              | 3,7              | 1,1              | 0,1              | 23,9             | 11             | 11             | 39,6           | 47,4           | 37,8           | 88,9           | 4,3            | 3,9            | 1,3            | 0,4            | 26,5           |
| 2005/06                                                                                  | Сиэтл   | 78               | 78               | 38,8             | 45,4             | 41,2             | 90,3             | 4,3              | 3,7              | 1,3              | 0,2              | 25,1             | Не участвовал  | Не участвовал  | Не участвовал  | Не участвовал  | Не участвовал  | Не участвовал  | Не участвовал  | Не участвовал  | Не участвовал  | Не участвовал  | Не участвовал  |
| 2006/07                                                                                  | Сиэтл   | 55               | 55               | 40,3             | 43,8             | 37,2             | 90,3             | 4,5              | 4,1              | 1,5              | 0,2              | 26,4             | Не участвовал  | Не участвовал  | Не участвовал  | Не участвовал  | Не участвовал  | Не участвовал  | Не участвовал  | Не участвовал  | Не участвовал  | Не участвовал  | Не участвовал  |
| 2007/08                                                                                  | Бостон  | 73               | 73               | 35,9             | 44,5             | 39,8             | 90,7             | 3,7              | 3,1              | 0,9              | 0,2              | 17,4             | 26             | 26             | 38,0           | 42,8           | 39,6           | 91,3           | 3,8            | 2,7            | 0,9            | 0,3            | 15,6           |
| 2008/09                                                                                  | Бостон  | 79               | 79               | 36,4             | 48,0             | 40,9             | 95,2             | 3,5              | 2,8              | 0,9              | 0,2              | 18,2             | 14             | 14             | 40,4           | 40,3           | 35,0           | 94,8           | 3,9            | 2,6            | 1,1            | 0,4            | 18,3           |
| 2009/10                                                                                  | Бостон  | 80               | 80               | 35,2             | 47,7             | 36,3             | 91,3             | 3,2              | 2,6              | 0,8              | 0,3              | 16,3             | 24             | 24             | 38,5           | 43,1           | 38,6           | 86,3           | 3,3            | 2,6            | 0,9            | 0,1            | 16,1           |
| 2010/11                                                                                  | Бостон  | 80               | 80               | 36,1             | 49,1             | 44,4             | 88,1             | 3,4              | 2,7              | 1,0              | 0,2              | 16,5             | 9              | 9              | 40,1           | 52,3           | 57,1           | 96,0           | 3,8            | 2,4            | 1,2            | 0,1            | 18,9           |
| 2011/12                                                                                  | Бостон  | 46               | 42               | 34,0             | 45,8             | 45,3             | 91,5             | 3,1              | 2,4              | 1,1              | 0,2              | 14,2             | 18             | 10             | 34,2           | 39,5           | 30,4           | 71,1           | 4,1            | 1,0            | 0,9            | 0,1            | 10,7           |
| 2012/13                                                                                  | Майами  | 79               | 0                | 25,8             | 44,9             | 41,9             | 88,6             | 2,7              | 1,7              | 0,8              | 0,2              | 10,9             | 23             | 0              | 24,9           | 43,0           | 40,6           | 87,0           | 2,8            | 1,3            | 0,5            | 0,1            | 10,2           |
| 2013/14                                                                                  | Майами  | 73               | 9                | 26,5             | 44,2             | 37,5             | 90,5             | 2,8              | 2,0              | 0,7              | 0,1              | 9,6              | 20             | 1              | 26,4           | 41,3           | 38,8           | 91,9           | 3,4            | 1,6            | 0,7            | 0,2            | 9,3            |
|                                                                                          | Всего   | 1300             | 1150             | 35,6             | 45,2             | 40,0             | 89,4             | 4,1              | 3,4              | 1,1              | 0,2              | 18,9             | 171            | 121            | 35,5           | 44,3           | 40,1           | 88,3           | 3,8            | 2,6            | 1,0            | 0,2            | 16,1           |
| Наведите курсор мыши на аббревиатуры в заголовке таблицы, чтобы прочесть их расшифровку. |         |                  |                  |                  |                  |                  |                  |                  |                  |                  |                  |                  |                |                |                |                |                |                |                |                |                |                |                |